# 4000 Гіппарх
4000 Гіппарх (4000 Hipparchus) — астероїд головного поясу, відкритий 4 січня 1989 року.
Тіссеранів параметр щодо Юпітера — 3,410.
Названо на честь Гіппарха (бл. 190 до н. е. – після 126 до н. е.) — давньогрецького астронома, одного з найвизначніших астрономів давнього світу.